# Eupithecia macrodisca
Eupithecia macrodisca es una especie de polilla de la familia Geometridae. La especie fue descrita por primera vez por Mironov y Galsworthy habiendo sido descrita en 2009, con distribución en el norte de Taiwán. El holotipo de la especie fue descrita en el parque nacional de Doi Pha Hom Pok a unos 18 kilómetros (11,2 mi) de Fang, Provincia de Chiang Mai, a una altitud de 2100 metros (6889,8 pies) sobre el nivel del mar. Por su morfología genital, pertenece al grupo de especies Eupithecia proterva.

## Descripción
Es una polilla pequeña con una envergadura es de unos 18,5 milímetros (0,7 plg). Los palpos labiales son de color marrón oscuro con ápices negros. La cabeza y noto se ven cubiertos con una mezcla de sellos negros y ocre pálido.
Tiene cierto parecido con otra especie de la región: Eupithecia skoui. Se distingue de esta y todas las especies conocidas de este grupo por el color único, la maculación y el gran punto discal en las alas anteriores.

### Alas
El ala anterior es estrecha y alargada,  con el ápice puntiagudo. El color de fondo es gris negruzco con líneas transversales indistintas. El área terminal es principalmente ocre herrumbrosa, pero gris negruzco cerca del ápice y el tornus, con una serie de tramas longitudinales negruzcas entre las venas y con una serie de pequeños puntos blancos en estas tramas, también con una pequeña mancha blanca en el tornus. Cuenta con una mancha discal difuso muy grande, redondeado u ovoide, negro, de ahí su nombre. Los flecos ligeramente jaspeados de ocre herrumbrosa y gris.
El ala posterior es estrecha y alargada, con margen terminal cóncavo y ápice estrechamente redondeado. El color de fondo es más pálido, gris blanquecino con tinte ocre. El área basal y las líneas transversales son negruzcas, distintivas sólo a lo largo del margen anal. El área terminal es ligeramente más oscura con un punto discal más pequeño y más pálido, conspicuo, redondeado, gris oscuro y flecos como los del ala anterior.